# Comunas de Luxemburgo
La comuna (en luxemburgués: Gemengen, en alemán: Gemeinden) es la división administrativa de menor rango en Luxemburgo.  Conforman un LAU de nivel 2. Luxemburgo tiene en la actualidad 100 comunas.
Dentro de la jerarquía de subdivisiones administrativas, las comunas van directamente después de los cantones, los cuales están directamente bajo los distritos.  Las comunas son modificadas a menudo, siendo fusionadas o divididas según la demanda demográfica.  A diferencia de los cantones, los cuales permanecen sin cambios desde su creación, la identidad de las comunas no ha arraigado dentro del entendiendo de la geografía nacional.  Aun así, los propósitos de los cantones son ceremoniales, administrativos, y estadísticos, pero no proporcionan servicios de gobierno local, los cuales son todos llevados a cabo por las comunas.
El sistema fue adoptado cuando Luxemburgo fue anexionado al departamento francés de Forêts, en 1795.  A pesar de que la propiedad pasó al Reino de los Países Bajos, el sistema de comunas estuvo mantenido hasta la independencia en 1839, cuando se plasmaron en la legislación luxemburguesa (en 1843). Esto artículo trata sólo del sistema de comunas desde 1839 hasta hoy.

## Poderes de las comunas
Las comunas no tienen control o poder legislativos sobre los asuntos relacionados con el interés nacional, los cuales residen sólo en la Cámara de Diputados.  Aun así, las comunas tienen amplios poderes.  Tienen la obligación por ley de proporcionar educación pública, mantener la red de carreteras locales, mantener el servicio de salud pública, y proporcionar seguridad social.  Las comunas también tienen poderes discrecionales (descritos como misiones morales: deberes morales) en los campos de suministro de agua, gas y electricidad; asistencia sanitaria (incluyendo mantenimiento de hospitales y clínicas); planificación del uso de la tierra; cultura y deporte; y cuidados a ancianos.

## Comunas actuales
Existen actualmente 100 comunas, divididas a través de los doce cantones. 12 de las 100 comunas tienen estatus de ciudad.

## Comunas anteriores
Desde la creación del país en 1839, treinta y cuatro comunas han sido fusionadas para lograr el número de 105 comunas que existen hoy (2015).

## Evolución de las comunas
El sistema de comunas estuvo creado durante la ocupación francesa a espejo los sistemas empleados en el resto de la República francesa.  Estos fueron revisados en 1823, pero el sistema se mantuvo hasta la independencia, la cual fue concedida bajo el Tratado de Londres en 1839.  La ley que regula su creación y organización data del 24 de febrero de 1843, más tarde fijado por la Constitución de Luxemburgo, promulgada el 17 de octubre de 1868.
En el momento de la independencia, había 120 comunas. Una serie de separaciones y particiones entre 1849 y 1891 aumentó este número a 130. La mayoría de estos cambios fueron como resultado de un crecimiento de la población asimétrico.
Aun así, desde el fin de la Primera Guerra Mundial, durante la cual Luxemburgo fue ocupado por Alemania, el número de comunas ha caído.  En 1920, la Ciudad de Luxemburgo se expandió enormemente, anexionando cuatro comunas circundantes.  Otra serie de fusiones tuvieron lugar en los tardíos años 70 cuándo zonas poco pobladas del norte y del oeste del país se fusionaron para formar Lac de la Haute-Sûre, Rambrouch, y Wincrange En 2006 se crearon Kiischpelt y Tandel a partir de cuatro comunas más pequeñas, reduciendo el número de comunas a 116. En 2012 se crearon Käerjeng, Vallée de l'Ernz y Parc Hosingen a partir de otras comunas más pequeñas, y la expansión de Clervaux, Esch-sur-Sûre y Schengen con comunas adyacentes. Con la expansión de Wiltz en 2015, el número de comunas ha sido reducido a 105.

## Ciudades

Comunas con el estatus de ciudad (en color naranja).

Doce de las comunas de Luxemburgo tienen el estatus de ciudades. Son:
- Diekirch
- Differdange
- Dudelange
- Echternach
- Esch-sur-Alzette
- Ettelbruck
- Grevenmacher
- Luxemburgo
- Remich
- Rumelange
- Vianden
- Wiltz